# 長江壩遺址
長江壩遺址位於四川省遂寧市大英縣，文物遺址年代判定為漢至宋。2012年7月16日公佈為第八批四川省文物保護單位。

## 簡介[2]
長江壩遺址位於四川省遂寧市大英縣回馬鎮梨園村，分佈在涪江右岸的臺地上。遺址分佈面積約240000平方公尺，東西寬約300公尺，南北長約800公尺。從斷面觀察，遺址文化層堆積豐厚，包含物豐富，自上而下可分為五層。長江壩遺址是東晉至西魏巴興縣、西魏至元代長江縣（即今大英縣境）遺址，其唐宋文化層豐厚，為研究當地唐宋文化提供了珍貴的實物資料。2002年，長江壩遺址被大英縣人民政府公佈為縣級文物保護單位。